# Exhyalanthrax melanchlaenus
Exhyalanthrax melanchlaenus är en tvåvingeart som först beskrevs av Friedrich Hermann Loew 1869.  Exhyalanthrax melanchlaenus ingår i släktet Exhyalanthrax och familjen svävflugor. Inga underarter finns listade i Catalogue of Life.